# Blood Ballads
Albums de Tragedy Khadafi
Thug Matrix
(2005) Thug Matrix 2
(2006)
Blood Ballads est une compilation de Tragedy Khadafi, sortie le 17 avril 2006.

## Liste des titres
| 1.  | Kay Slay Intro                                                | 0:17 |
| 2.  | You Can Find Me                                               | 2:20 |
| 3.  | American Me                                                   | 4:11 |
| 4.  | Blinded by Science (featuring Havoc)                          | 2:26 |
| 5.  | Phone Time                                                    | 1:05 |
| 6.  | Ghetto Melody (feature Nature)                                | 3:17 |
| 7.  | Dont Shit Where You Eat (featuring Immaculate Millz)          | 4:23 |
| 8.  | Its the Funk (featuring Havoc et Large Professor)             | 4:46 |
| 9.  | The Hit                                                       | 1:07 |
| 10. | Dollar Signs (featuring Royal Flush, F.T. et Large Professor) | 4:50 |
| 11. | Real Live (featuring K Def et Larry-O)                        | 3:36 |
| 12. | Soledad Brothers (featuring Casto et Shinnobi)                | 2:39 |
| 13. | Non Pulp Fiction (featuring Head Rush Napoleon et Killa Sha)  | 3:48 |
| 14. | Three the Hard Way                                            | 4:03 |
| 15. | Stretch Armstrong Part I (featuring Littles)                  | 6:17 |
| 16. | Stretch Armstrong Part II (featuring Littles)                 | 2:55 |

| 1.  | Thug Paradise                                                                    | 1:56 |
| 2.  | Hood Wars (featuring Head Rush Napoleon et Rasco)                                | 3:34 |
| 3.  | Halfway Thug (featuring Havoc)                                                   | 2:14 |
| 4.  | What Makes You Think (featuring Killasha et Milk Murda)                          | 3:56 |
| 5.  | Bing Monsters (featuring Head Rush Napoleon et Black Child)                      | 4:11 |
| 6.  | Street Life (featuring V12)                                                      | 2:49 |
| 7.  | 16                                                                               | 1:08 |
| 8.  | Live Motivator                                                                   | 4:31 |
| 9.  | Bloody Murder (featuring Chuck, Pharoahe Monch et Black Thought)                 | 3:20 |
| 10. | Usual Suspects (featuring Ja Rule, DMX, Styles P et Mic Geronimo)                | 4:40 |
| 11. | Doo Wop                                                                          | 0:54 |
| 12. | Get It Together (featuring Solomon)                                              | 3:13 |
| 13. | Kay Stay Freestyle                                                               | 3:39 |
| 14. | Ape Something (Green Lantern Remix) (featuring Pretty Ugly, Killasha et Littles) | 3:50 |
| 15. | We Gonna Take It There (featuring Ava Dinero)                                    | 3:44 |